# Colite colagenosa
Colite colagenosa é um tipo de colite relativamente rara sendo uma subclasse da colite microscópica. Tem um pico de incidência na quinta década de vida, afetando mais as mulheres do que os homens. Apresenta-se com diarreia aquosa, com ausência de sangue nas fezes. A sua etiologia é indeterminada apesar de se suspeitar estar associada a laxantes.

## Diagnóstico
Na colonoscopia a mucosa do cólon geralmente parece normal, mas as biópsias (à microscopia) exibem placas de colagénio, semelhantes a faixas, sob o epitélio superficial. Testes radiológicos, como um enema de bário, também são tipicamente normais. Na variante pigmentada observam-se macrófagos com pigmento melânico dos laxantes no seu interior.

## Tratamento
O tratamento da colite colagenosa é muitas vezes um desafio. Tipicamente, são utilizados Pepto Bismol, ácido 5-aminosalicílico, budesonida, imunossupressores, incluindo a azatioprina e corticosteróides.
Estudos em escala piloto mostraram algumas evidências de possível benefício para o extrato de Boswellia serrata e cepas específicas de probióticos no tratamento da colite colagenosa, embora amostras maiores sejam necessárias para confirmar os resultados.